# 德米特里·托尔斯泰

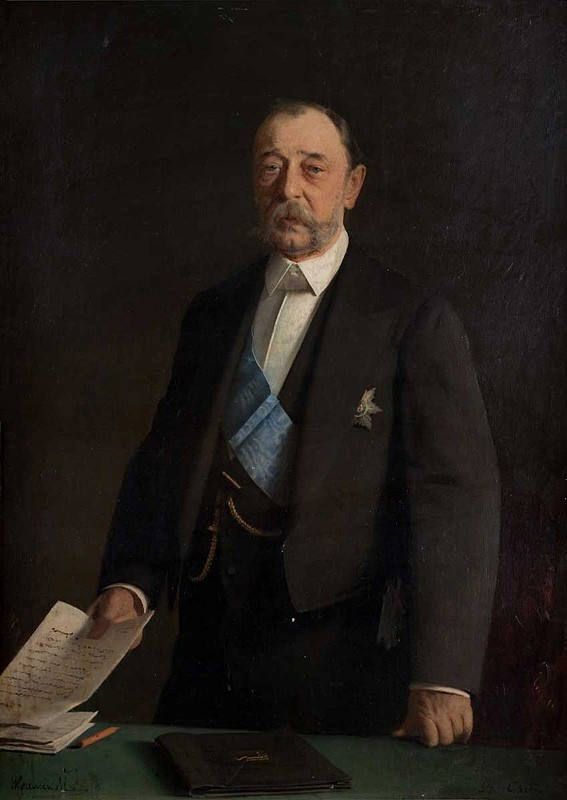
德米特里·托尔斯泰 (1884年)

德米特里·安德烈耶维奇·托尔斯泰（俄語：Дми́трий Андре́евич Толсто́й，1823年3月13日—1889年5月7日），是俄罗斯帝国时期的政治家，曾于1866年至1880年担任国民教育大臣，后转任内政大臣推行保守主义政策。他在沙皇亚历山大二世统治期间被称为“精力充沛的改革者”，而在亚历山大三世继位后却作为反改革集团的领军人物而闻名。